# دهه ۴۰۰ (میلادی)

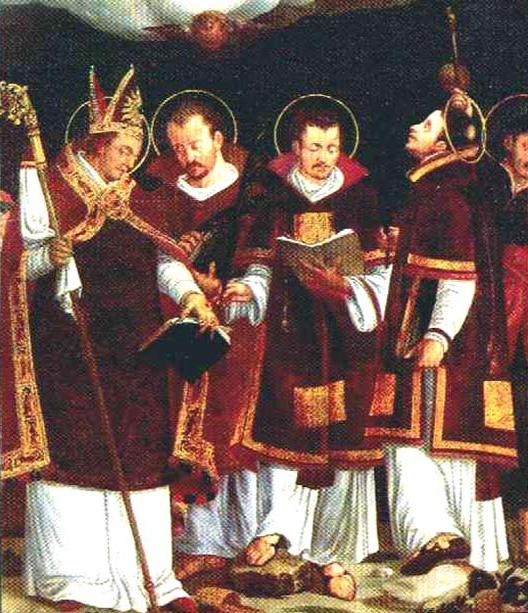
اسقف سنت ویگیلیوس و شهیدان سیسینیوس

دهه ۴۰۰ (میلادی) دهه چهلم تقویم میلادی است.

## درگذشتگان
‎